# Liste der Monuments historiques in Montépilloy
Die Liste der Monuments historiques in Montépilloy führt die Monuments historiques in der französischen Gemeinde Montépilloy auf.

## Liste der Bauwerke
| Bezeichnung             | Beschreibung              | Standort | Kennzeichnung | Schutzstatus | Datum | Bild           |
| ----------------------- | ------------------------- | -------- | ------------- | ------------ | ----- | -------------- |
| Kirche St-Jean-Baptiste | Erbaut im 15. Jahrhundert | (Lage)   | PA00114754    | Inscrit      | 1971  | weitere Bilder |
| Reste des Schlosses     |                           | (Lage)   | PA00114753    | Classé       | 1963  | weitere Bilder |

## Liste der Objekte
| Bezeichnung | Beschreibung               | Standort                              | Kennzeichnung | Schutzstatus | Datum | Bild           |
| ----------- | -------------------------- | ------------------------------------- | ------------- | ------------ | ----- | -------------- |
| Taufbecken  | Kalkstein, 14. Jahrhundert | in der Kirche St-Jean-Baptiste (Lage) | PM60001101    | Classé       | 1912  | weitere Bilder |